# Lucien Chambadal
Lucien Chambadal (né en 1935 à Paris) est un professeur de mathématiques français.